# Euphorbia paranensis
Euphorbia paranensis là một loài thực vật có hoa trong họ Đại kích. Loài này được Dusén mô tả khoa học đầu tiên năm 1910.